# Vazzola
Vazzola é uma comuna italiana da região do Vêneto, província de Treviso, com cerca de 6.396 habitantes. Estende-se por uma área de 26 km², tendo uma densidade populacional de 246 hab/km². Faz fronteira com Cimadolmo, Codognè, Fontanelle, Mareno di Piave, San Polo di Piave.

## Demografia
| Variação demográfica do município entre 1861 e 2011                               |
|                                                                                   |
| Fonte: Istituto Nazionale di Statistica (ISTAT) - Elaboração gráfica da Wikipedia |